# Оогенез
Овогене́з (др.-греч. ᾠόν — яйцо + γένεσις — возникновение), — развитие женской половой клетки — яйцеклетки. Одна из форм гаметогенеза.
Во время эмбрионального развития организма гоноциты вселяются в зачаток женской половой гонады (яичника), и всё дальнейшее развитие женских половых клеток происходит в ней.

## Периоды оогенеза
Оогенез совершается в три этапа, называемых периодами.

### Период размножения
Попав в яичник,  гоноциты становятся оогониями. Оогонии осуществляют период размножения. В этот период оогонии делятся митотическим путём. У млекопитающих животных (в том числе у человека) этот процесс происходит только в период эмбрионального развития самки.

### Период роста
Половые клетки в этом периоде называются ооцитами первого порядка. Они теряют способность к митотическому делению и вступают в профазу I мейоза. В этот период осуществляется рост половых клеток.
В периоде роста выделяют 2 стадии:
- Стадия малого роста (превителлогенез) — объём ядра и цитоплазмы увеличивается пропорционально и незначительно. При этом ядерно-цитоплазматическое отношение не нарушается. На этой стадии происходит активный синтез всех видов РНК — рибосомных, транспортных и матричных. Все эти типы РНК синтезируются преимущественно впрок, то есть для использования уже оплодотворенной яйцеклеткой.
- Стадия большого роста (вителлогенез) — объём цитоплазмы ооцита может увеличиться в десятки тысяч раз, в то время как объём ядра увеличивается незначительно. Таким образом, ядерно-цитоплазматическое отношение сильно уменьшается. На этой стадии в ооците I порядка образуется желток. По способу образования желток принято разделять на экзогенный и эндогенный. Присущий большинству видов животных экзогенный желток строится на основе белка-предшественника вителлогенина, который поступает в ооцит извне. У позвоночных вителлогенин синтезируется в печени матери и транспортируется к содержащему ооцит фолликулу по кровеносным сосудам. Попадая затем в пространство, непосредственно окружающее ооцит (периооцитное пространство), вителлогенин поглощается ооцитом путём пиноцитоза.

### Период созревания
Созревание ооцита — это процесс последовательного прохождения двух делений мейоза (делений созревания). Как уже говорилось выше, при подготовке к первому делению созревания ооцит длительное время находится на стадии профазы I мейоза, когда и происходит его рост.
Из двух делений созревания первое у большинства видов является редукционным, так как именно в ходе этого деления гомологичные хромосомы расходятся по разным клеткам. Таким образом, каждая из разделившихся клеток приобретает половинный (гаплоидный) набор хромосом, где каждый ген представлен лишь одним аллелем.
Поскольку первому делению созревания предшествовала S-фаза, каждая из разошедшихся хромосом содержит двойное количество ДНК (две хроматиды). Эти генетически идентичные хроматиды и расходятся по сестринским клеткам во втором делении созревания, которое является эквационным (как и обычное деление соматических клеток). После двух делений созревания число хромосом в каждой из клеток оказывается гаплоидным (1n), а общее количество хроматина в каждом клеточном ядре будет соответствовать 1с.

## Типы оогенеза
```
            Оогенез
               |
               |
Диффузный <----|-----> Локализованный
                             |
                             |
           Солитарный  <-----|-----> Алиментарный
                                          |
                                          |
                     Нутриментарный <-----|-----> Фолликулярный
```

- Диффузный оогенез — развитие яйцеклеток может происходить в любой части тела (губки, кишечнополостные, ресничные черви). При диффузном оогенезе ооциты являются фагоцитирующими клетками, не синтезируют и не накапливают желточные включения, а растут за счёт поступления низкомолекулярных соединений из фаголизосом. В этих ооцитах вырабатываются в большом количестве гидролитические ферменты, необходимые для переваривания фагоцитируемых структур.
- Локализованный оогенез — развитие яйцеклеток происходит в женских гонадах — яичниках.
  - Солитарный оогенез — ооцит может развиваться без участия вспомогательных питающих клеток (некоторые кишечнополостные, черви, моллюски). При этом растущие половые клетки лишены вспомогательных элементов, желточные белки и РНК синтезируются ими самостоятельно. Все необходимые для макромолекулярных синтезов ооцит получает из окружающей среды (полости гонады) в виде простых низкомолекулярных соединений.
  - Алиментарный оогенез — развитие ооцита происходит при участии вспомогательных питающих клеток.
    - Нутриментарный оогенез — ооцит окружён трофоцитами (клетками-кормилками, питающими, или nursery cells), связанными с ним цитоплазматическими мостиками (высшие черви, насекомые). Трофоциты — абортированные половые клетки, то есть имеющие общее происхождение с ооцитом. На один ооцит приходится огромное количество клеток-кормилок, снабжающих половую клетку РНК. В вителлогенезе➤ трофоциты участия не принимают: желток образуется за счёт поступлений высокомолекулярных веществ извне.
    - Фолликулярный оогенез — растущий ооцит окружён фолликулярными (соматическими по происхождению) клетками, которые вместе с ним образуют функциональную структуру — фолликул (подавляющее число животных, в том числе все хордовые). Фолликулярные клетки не участвуют в синтезе белков желтка, все виды РНК синтезируются в самом ооците. Исключение составляют фолликулярные клетки птиц и ящериц, синтезирующие РНК для ооцита.